# Landkjenning
Landkjenning, soms gespeld als Landkjending, is een compositie van Edvard Grieg. Landkjenning betekent vrij vertaald vanuit het Noors 'Het herkennen van markante punten in het landschap als men met de boot een land nadert'. 
Grieg schreef dit werk om geld in te zamelen voor de restauratie van de Nidaros-domkerk in Trondheim. Een concert daartoe werd gehouden op de terreinen van Slot Akershus op 17 mei 1872. Het lied is een toonzetting van een gedicht van Bjørnstjerne Bjørnson, dat gaat over de legendarische terugreis van Olaf Tryggvason naar Noorwegen. De originele orkestratie was aangepast aan de gelegenheid. Een bariton, een mannenkoor, blazers en een orgel zorgden voor de uitvoering (er is ook een versie met harmonium). De bariton in 1872 was Frederik Bekkevold, zwager van schrijver Henrik Wergeland. Het koor bestond uit twee van de (toen) belangrijkste mannenkoren van Noorwegen, dat van de studenten en de handelaren. 
Grieg wendde zich een aantal jaren laten opnieuw tot dit werk en schreef de uiteindelijke versie voor bariton, koor en symfonieorkest. Vandaar dat het opusnummer 31 in de rij voor wat betreft compositiejaar sterk afwijkt van het voorafgaande en volgende nummer, beide gecomponeerd rond 1877.    
In 2009 verscheen het lied wederom op het muzikale podium. De Noorse folkmetal band Glittertind gebruikte Landkjenning als titel van hun tweede studioalbum en bewerkte Griegs lied tot titeltrack.  

## Discografie
In 2013 is een vijftal uitvoeringen op compact disc voorhanden. 